# Келеповский, Сергей Ипполитович
Серге́й Ипполи́тович Келепо́вский (1873 — 1928, Нови-Сад) — русский общественный деятель и политик, член Государственной думы от Херсонской губернии.

## Биография
Происходил из дворян Херсонской губернии.
Брат чиновника Аркадия Ипполитовича Келеповского.
Окончил Катковский лицей (1893) и юридический факультет Московского университета.
Вернулся в родовое имение, избирался гласным Елисаветградского уездного и Херсонского губернского земств. Участвовал в съездах Объединенного дворянства.
В феврале 1907 года был избран в Государственную думу от Херсонской губернии ( был землевладельцем Херсонской и Волынской губерний, где имел 2400 десятинземли), входил во фракцию правых, затем — умеренных. После роспуска Думы вернулся в имение, был избран почетным мировым судьей.
В октябре того же года был избран во вновь созванную Государственную думу, входил во фракцию правых, в 3-ю сессию — в русскую национальную фракцию. Состоял членом комиссий: по исполнению государственной росписи доходов и расходов, по Наказу, по городским делам, по запросам, бюджетной, для разработки законопроекта об упорядочении вывозной хлебной торговли за границу. Поддерживал столыпинскую аграрную реформу.
Был членом Всероссийского национального клуба (с 1909), до 1912 года состоял членом Русского собрания.
После Октябрьской революции эмигрировал в Югославию, жил в Нови-Саде. Состоял членом Русской парламентской группы.
Умер 8 января 1928 года в Нови-Саде. Похоронен на местном кладбище.